# مارکو پیگرینو
مارکو پیگرینو (انگلیسی: Marco Pellegrino؛ زادهٔ ۱۸ ژوئیهٔ ۲۰۰۲) بازیکن فوتبال اهل آرژانتین است.
از باشگاه‌هایی که در آن بازی کرده‌است می‌توان به باشگاه فوتبال اتلتیکو پلاتینزه اشاره کرد.